# Миланов, Кирил
Кирил Миланов (болг. Кирил Миланов; 17 сентября 1948, Дупница, Кюстендилская область — 25 января 2011, София) — болгарский футболист, игравший на позиции нападающего.

## Клубная карьера
Во взрослом футболе дебютировал в 1966 выступлениями за команду «Марек» (Дупница), в которой провёл пять сезонов, после чего в течение 1971—1973 годов защищал цвета софийского «Академика».
В 1973 году перешёл в клуб «Левски», за который отыграл 5 сезонов. За это время дважды становился чемпионом Болгарии и обладателем национального кубка, забив 34 гола в 82 играх чемпионата. Лучше всего Миланов продемонстрировал свои навыки реализации в европейских клубных турнирах. С «Левски» он был четвертьфиналистом Кубка УЕФА в 1976 году и Кубка обладателей кубков в 1977 году. Именно тогда, в сезоне 1976/77, с 13 голами он стал лучшим бомбардиром последнего турнира. Шесть из них (рекорд для Болгарии в одном матче) Миланов забил финскому клубу «Лахти» в Софии, затем еще четыре в ответном матче, и по одному португальской «Боавиште» в Порту и в Софии и один испанскому «Атлетико» .
В 1977 году по распоряжению секретаря ЦК БКП Милко Балева Миланов был пожизненно дисквалифицирован из-за потасовки с футболистом софийского «Локомотива» Йорданом Стойковым. В результате в сезоне 1977/1978 Миланов выступал за клуб только в еврокубках, забив 3 гола в 4 играх Кубка европейских чемпионов, после чего вынужден был завершить карьеру в возрасте 30 лет.

## Карьера за сборную
Дебют за национальную сборную Болгарии состоялся 18 апреля 1973 года в матче Кубка Балкан против сборной Турции, в котором также отметился забитым голом. Был включён в состав на чемпионат мира 1974 года в ФРГ, где все матчи провёл на скамейке запасных. Всего Миланов сыграл за сборную 21 матч и забил 4 гола.

#### Голы за сборную
| Голы | Дата           | Место                         | Соперник | Счёт | Результат | Турнир                  |
| ---- | -------------- | ----------------------------- | -------- | ---- | --------- | ----------------------- |
| 1.   | 18 апреля 1973 | Измир Ататюрк, Измир, Турция  | Турция   | 3-2  | 5-2       | Кубок Балкан 1973—1976  |
| 2.   | 11 июня 1975   | Васил Левски, София, Болгария | Мальта   | 5-0  | 5-0       | Квалификация на ЧЕ 1976 |
| 3.   | 14 апреля 1976 | Берое, Стара-Загора, Болгария | Турция   | 1-0  | 3-0       | Квалификация на ОИ 1972 |
| 4.   | 30 января 1977 | ГСП, Никосия, Кипр            | Кипр     | 1-2  | 1-2       | Товарищеский матч       |

## Достижения

### Клубные

#### «Левски»
- Чемпион Болгарии: 1973/74, 1976/77
- Обладатель Кубка Болгарии: 1976/77, 1977/78

### Индивидуальные
- Лучший бомбардир Кубка обладателей кубков: 1976/77